# Anat
Pour l’article homonyme, voir Anat (cratère).
Anat est une déesse des panthéons ouest-sémitiques de l'âge du bronze récent (seconde moitié du IIe millénaire avant notre ère). On la retrouve notamment dans la mythologie du royaume d'Ougarit, qui est une des principales sources connues pour les panthéons canaanéens de cette période. Cette déesse fut également adoptée par les Égyptiens lorsque ceux-ci dominèrent une partie du Levant et de la Syrie entre les XVe et XIIe siècles av. J.-C.

## Proche-Orient
Dans les panthéons ouest-sémitiques, Anat est une déesse de premier plan. C'est la fille du dieu Dagan, et la sœur de Baal, le dieu de l'Orage et la divinité principale des peuples du Proche-Orient.
Anat joue un rôle important dans un texte mythologique d'Ougarit, le Cycle de Baal. Dans ce récit racontant divers combats du dieu de l'Orage, elle se porte toujours au secours de son frère quand il rencontre des difficultés. Ainsi, quand Baal est capturé par Mot, le dieu de la Mort, Anat se rend aux Enfers pour affronter Mot et le vaincre. Mais elle joue également - au même titre qu'Athtart, parèdre de Baal - un rôle pondérateur, calmant les excès de colère de son très impétueux frère.

## Égypte antique
En Égypte, Anat (ou Anta) est une déesse d'origine asiatique (Asie Mineure), coiffée de la couronne de Haute-Égypte ornée de deux plumes. Déesse guerrière, elle tient d'une main une hache et de l'autre une lance et un bouclier ; elle protège le souverain lors des combats. Elle fait son entrée dans la religion égyptienne dès l'occupation hyksôs. Plus tard, les souverains ramessides introduisent officiellement sa statue dans le panthéon. Elle domine les animaux sauvages, veille sur les chars de guerre et sur les chevaux durant les batailles, et, dans cette fonction, on en fit l'épouse de Seth.
Elle devint une forme d'Hathor adorée durant le Nouvel Empire. En Asie, c'était la sœur et l'épouse de Baal qui fut vénéré en Égypte, assimilé à Seth. Elle était considérée comme une fille de Rê ou de Ptah, et s'habillait en soldat mais c'était aussi une déesse vache. Elle se confondait parfois avec Astarté. Accompagnée du dieu Min, elle a acquis un caractère attaché la fécondité et à l'amour bien que, curieusement, et vu sa relation avec Seth (dieu stérile), cette divinité conçoit mais n'enfante pas.
Un mythe nous rapporte que Seth battit un troupeau de soixante-dix-sept ânes qu'il égorgea. Mais il fut gravement blessé et Anat ferma sa blessure après avoir rempli sept bassines de son sang qu'elle offrit à Rê pour revivifier son époux.
Elle recevait un culte à Tanis dans le delta du Nil, et y possédait même un temple personnel.

## La hache fenestrée d'Anat
La curieuse hache qu'Anat brandit de la main gauche est propre au Levant. Plusieurs haches de ce type, faites d'or, ont été découvertes dans le temple des obélisques de Byblos. Aujourd'hui exposées au musée national de Beyrouth (Liban), ces haches fenestrées figurent parmi les armes de luxe, poignards et flèches, que les dignitaires offraient aux divinités guerrières de la ville, au dieu Rechef ou à la déesse Anat.

## Hommage
Anat est l'une des 1 038 femmes dont le nom figure sur le socle de l'œuvre contemporaine The Dinner Party de Judy Chicago. Elle y est associée à la déesse Ishtar, troisième convive de l'aile I de la table.